# Mapa ontológico
Un mapa ontológico es una representación estructurada del conocimiento sobre un tema o dominio, que describe entidades, conceptos y las relaciones entre ellos. Su objetivo es facilitar la comprensión y el procesamiento de la información tanto por parte de humanos como de sistemas de inteligencia artificial. Esta herramienta es especialmente relevante en disciplinas como el SEO y el GEO (Generative Engine Optimization). 

## Elementos del mapa ontológico
Un mapa ontológico típicamente incluye:
- Entidades: unidades concretas e identificables dentro de un dominio, como una persona, empresa, lugar, producto o servicio.
- Conceptos: abstracciones o ideas generales que agrupan entidades con características comunes dentro de un dominio de conocimiento.
- Propiedades: atributos o características de cada entidad.
- Relaciones: vínculos semánticos entre entidades (por ejemplo, jerarquía, sinonimia, causalidad).

## Servicio
Un mapa ontológico puede emplearse con diversos fines, entre ellos:
- Generar contenidos más precisos y relevantes en el contexto del SEO y el GEO.
- Crear estructuras editoriales organizadas, como clusters temáticos.
- Entrenar modelos de inteligencia artificial, ayudando a reducir errores y ambigüedades en las respuestas generadas.
- Mejorar la experiencia del usuario al facilitar la navegación, la comprensión del contenido y la recuperación semántica de información.

## Diferencias con otros conceptos
A diferencia del mapa de tópico (basado en el estándar Topic Maps), el mapa ontológico no se limita a una norma específica, y se adapta a contextos como la IA generativa, los knowledge graphs y el SEO técnico avanzado.